# 笹谷七重子
笹谷七重子（日语： Sasaya Nanaeko，1950年1月31日—2024年6月8日），日本漫畫家，24年組之一。

## 經歷
北海道蘆別市出身，蘆別高中畢業。1969年獲得Ribon漫畫賞而出道。擅長人物心理描寫，亦關心兒童虐待防止議題，許多篇作品主題都反應兒童受虐問題。
1990年以《おかめはちもく》榮獲第19屆日本漫畫家協會賞之優秀賞。
2001年作品《生靈》被池田敏春改拍為真人版電影。

## 筆名
本名笹谷七重，婚後改姓佐川，原本以笹谷七重的平假名「ささや ななえ」做為筆名，1996年將筆名改為「ささや ななえこ」。